# Weihnachten zu Hause
Weihnachten zu Hause (im Original Hjem til jul) ist eine norwegische Dramedy-Serie aus dem Jahr 2019, produziert im Auftrag des Video-on-Demand-Dienstes Netflix und von diesem als Netflix-Original vermarktet.

## Handlung
Johanne ist eine dreißigjährige Krankenschwester, die in einem norwegischen Krankenhaus arbeitet. Während eines Essens am ersten Adventssonntag lügt sie ihre Familie an, als diese sie über ihren aktuellen Partner befragt, und behauptet, in einer Beziehung zu sein. Sie verspricht, ihren Freund zum Weihnachtsessen mitzubringen. Um die Lüge aufrechtzuerhalten, versucht Johanne, einen Freund zu finden. Dafür besucht sie ein Speeddating und macht sich im Internet auf die Suche nach einem Partner. Sie verabredet sich mit mehreren Männern, darunter der 18-jährige Jonas und der viel ältere Bengt Erik. Auch gleichgeschlechtliche Partnerinnen schließt sie nicht aus und hat eine kurze sexuelle Begegnung mit ihrer Kollegin Eira.
Letztlich scheitern jedoch alle Versuche, bis sie von ihrem Kollegen, dem Arzt Henrik, angesprochen wird und dieser ihr offenbart, dass er in sie verliebt ist. Bevor sie jedoch reagieren kann, werden die beiden von einem medizinischen Notfall unterbrochen. So geht Johanne ohne Partner zum Weihnachtsessen bei ihren Eltern. Während des Essens klingelt es an der Tür und die erste Staffel endet damit, dass man sieht, wie Johanne die Tür öffnet, nicht jedoch, wer geklingelt hat.

## Besetzung und Synchronisation
Die deutsche Synchronisation entstand nach einem Synchronbuch von Andrea Solter unter der Dialogregie von Debora Weigert im Auftrag der SDI Media Germany Berlin.
| Rolle          | Darsteller             | Erscheinen (Folgen) | Synchronsprecher          |
| -------------- | ---------------------- | ------------------- | ------------------------- |
| Johanne        | Ida Elise Broch        | 1.01–               | Kaya Marie Möller         |
| Jørgunn        | Gabrielle Leithaug     | 1.01–               | Rubina Nath               |
| Stein          | Mads Sjøgård Pettersen | 1.01–               | Nicolás Artajo            |
| Bente          | Hege Schøyen           | 1.01–               | Arianne Borbach           |
| Henrik         | Oddgeir Thune          | 1.01–               | Tommy Morgenstern         |
| Jonas          | Felix Sandman          | 1.03–               | Sebastian Kluckert        |
| Thomas         | Kingsford Siayor       | 1.02–               | Amadeus Strobl            |
| Trine Nergoord | Ghita Nørby            | 1.01, 1.03          | Isabella Grothe           |
| Jorid          | Anette Hoff            | 1.01                | Andrea Aust               |
| Tor            | Dennis Storhøi         | 1.01–               | Axel Lutter               |
| Eira           | Line Verndal           | 1.01–1.03           | Ulrike Stürzbecher        |
| Sebastian      | Arthur Hakalahti       | 1.01–               | Constantin von Jascheroff |

## Episodenliste

### Staffel 1
Die erste Staffel wurde weltweit am 5. Dezember 2019 auf Netflix veröffentlicht.
| Nr. (ges.) | Nr. (St.) | Deutscher Titel            | Originaltitel            | Regie                         |
| ---------- | --------- | -------------------------- | ------------------------ | ----------------------------- |
| 1          | 1         | Die große Weihnachtslüge   | Den store juleløgnen     | Anna Gutto, Per-Olav Sørensen |
| 2          | 2         | Hochleistungsdating        | Seriøs dating            | Anna Gutto, Per-Olav Sørensen |
| 3          | 3         | Sugar Baby? Sugar Daddy?   | Sugar Baby? Sugar Daddy? | Anna Gutto, Per-Olav Sørensen |
| 4          | 4         | Feierliche Flirts          | Julebordflørt            | Anna Gutto, Per-Olav Sørensen |
| 5          | 5         | Herzschmerz                | Hjertesorg               | Anna Gutto, Per-Olav Sørensen |
| 6          | 6         | Das große Weihnachtsfinale | Den store julefinalen    | Anna Gutto, Per-Olav Sørensen |

### Staffel 2
Ende Januar 2020 verlängerte Netflix Weihnachten zu Hause um eine zweite Staffel, deren sechs Folgen am 18. Dezember 2020 erschienen.
| Nr. (ges.) | Nr. (St.) | Deutscher Titel                      | Originaltitel | Regie             |
| ---------- | --------- | ------------------------------------ | ------------- | ----------------- |
| 7          | 1         | Ich liebe dich, ich liebe dich nicht |               | Per-Olav Sørensen |
| 8          | 2         | Rache ist süß                        |               | Per-Olav Sørensen |
| 9          | 3         | Schatten der Vergangenheit           |               | Per-Olav Sørensen |
| 10         | 4         | Weihnachtliches Speeddating          |               | Per-Olav Sørensen |
| 11         | 5         | Das perfekte Date                    |               | Per-Olav Sørensen |
| 12         | 6         | Eine schöne Bescherung               |               | Per-Olav Sørensen |

## Produktion
Der Dreh zur ersten Staffel fand im Frühling 2019 im norwegischen Røros statt. Die zweite Staffel wurde ab März 2020 ebenfalls in Røros und in Oslo gedreht.
Die Idee zu Weihnachten zu Hause stammt von den beiden Marketingstudenten Amir Shaheen und Kristian Andersen. Bei der Ideenfindung haben sie sich mehr von norwegischen Teenieserien wie Skam als von klassischen Weihnachtsfilmen inspirieren lassen.

## Rezeption

### Zuschauer
In der Internet Movie Database vergaben die Zuschauer eine Wertung von 7,6 von 10 bei etwa 5000 abgegebenen Stimmen, auf Rotten Tomatoes empfehlen 94 % der Zuschauer die Fernsehserie.

### Kritiker
Oliver Armknecht beschreibt Weihnachten zu Hause bei Film-rezensionen.de als eine Serie mit eher heiterer Natur, die Johanne mit einigen Leuten zusammenführt, die einen Dachschaden haben. Gleichzeitig hat die Serie aber eine ernste Seite, beleuchtet nicht witzige Themen wie langsam zerbrechende Ehen oder Beziehungen mit großem Altersunterschied. Weihnachten zu Hause ist seiner Meinung nach lebensnah, entführt nicht an einen anderen Ort, sondern leistet einfach im Alltag Gesellschaft.
Problembewusster als die zuckersüßen und fernab jeglicher Lebensrealität spielenden Hallmark-Weihnachtsfilme, aber keine so rabiate Feiertags-Dekonstruktion wie Stirb langsam: „Mit […][Weihnachten zu Hause] hat Netflix genau das richtige Maß an weihnachtlicher Freude und Augenrollen vor dem ganzen jahresendzeitlichen Irrsinn gefunden“, schreibt Julian Miller auf Quotenmeter.de.
Leah Thomas schreibt für den Onlineauftritt der US-amerikanische Cosmopolitan, dass sie die außergewöhnlichen Wendungen der Serie liebt und dass es am Ende gar nicht darum geht, ob Johanne einen Freund findet oder nicht, sondern darum, das zu schätzen, was man in seinem Leben hat.

## Auszeichnungen
Im Jahr 2021 wurde die zweite Staffel der Serie beim Fernsehpreis Gullruten in der Kategorie „beste Dramaserie“ nominiert.